# Vil·la Dolors
Vil·la Dolors és una obra del municipi de la Garriga (Vallès Oriental) inclosa en l'Inventari del Patrimoni Arquitectònic de Catalunya.

## Descripció
Edifici civil com a conjunt de dos habitatges de planta baixa. La coberta és a dues vessants. Assentades damunt un sòcol de maçoneria concertada i amb les cantonades de carreus. A l'arrencada dels arcs hi ha una imposta esgrafiada amb temes florals. La llinda està reforçada i valorada per un encerclat esgrafiat amb motius geomètrics florals. La façana queda rematada per una cornisa de rajoles. La porta d'entrada està emmarcada i valorada per medallons amb cintes verticals que hi pengen.

## Història
Malgrat que l'obra data de 1918, els elements arquitectònics que la integren corresponen a la primera etapa de Raspall (1903-16): medallons, reixes que es sobreposen a l'obra, etc.